# 蘇勒河
52°37′9″N 8°50′36″E / 52.61917°N 8.84333°E

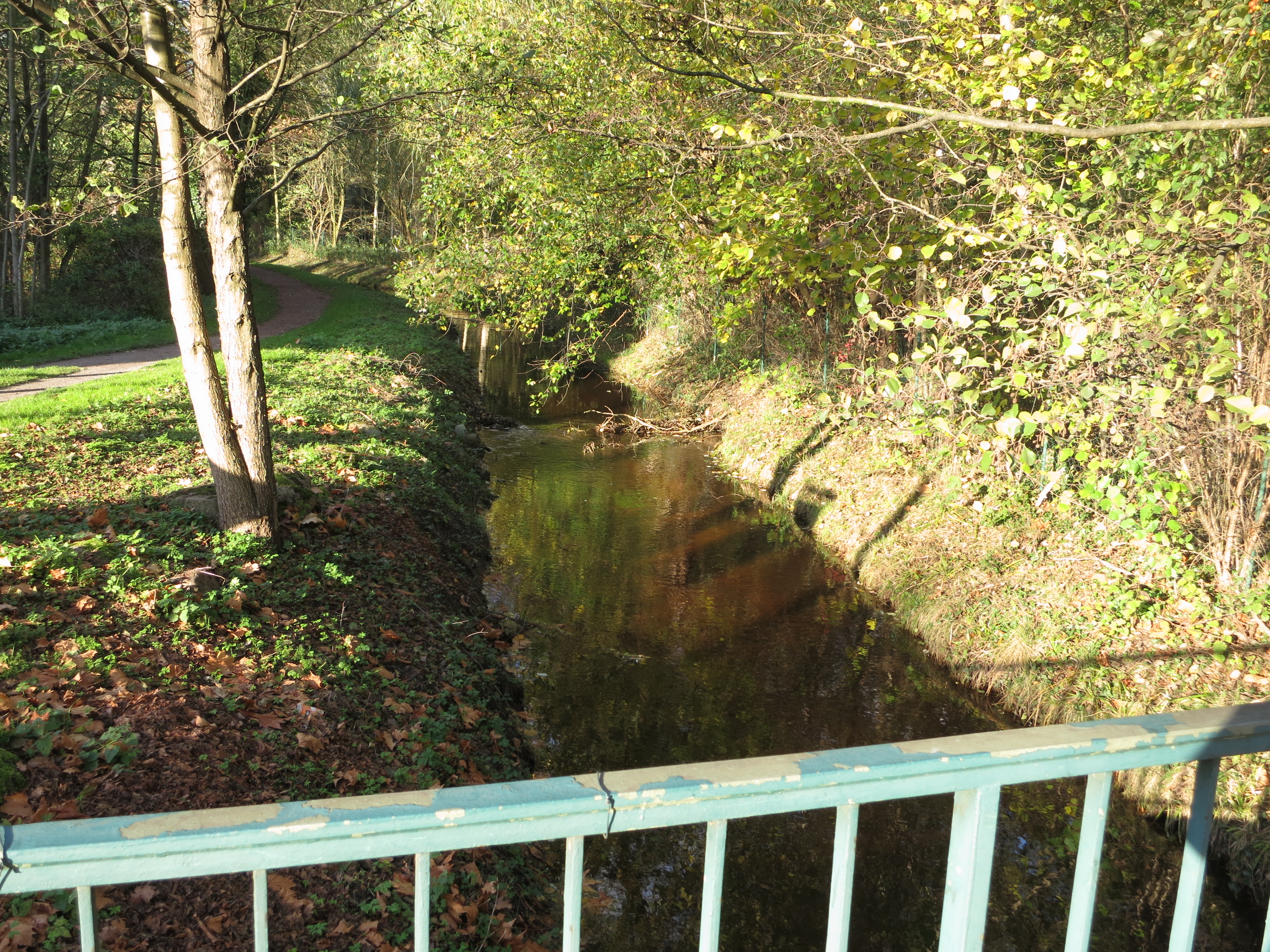

蘇勒河（德語：Sule），是德國的河流，位於該國西北部，由下薩克森州負責管轄，屬於大奧厄河的支流，河道全長18.5公里，發源自紹倫，河口處在巴倫堡以東。